# Mount Rainier (miasto)
Mount Rainier – miasto w Stanach Zjednoczonych, w stanie Maryland, w hrabstwie Prince George’s.